# Deori Autonomous Council
El Deori Autonomous Council és una entitat autònoma d'Assam per a l'ètnia deori.
El consell autònom dels deori es va acordar el 4 de març de 2005, i la llei es va adoptar el 6 d'abril.